# Serie C 2023-24
La Serie C 2023-24 fue la décima edición de la Serie C, correspondiente al tercer nivel del fútbol italiano. Estuvieron 60 equipos divididos en tres grupos de 20, según proximidad geográfica.

## Ascensos y descensos
| Pos        | a la Serie B |
| ---------- | ------------ |
| 1.º (G. A) | Feralpisalò  |
| 1.º (G. B) | Reggiana     |
| 1.º (G. C) | Catanzaro    |
| Prom.      | Lecco        |

| Pos      | a la Serie C |
| -------- | ------------ |
| Play-off | Brescia      |
| 18.º     | Perugia      |
| 19.º     | SPAL         |
| 20.º     | Benevento    |